# Karel Brož (malíř)
Karel Brož (rusky Karel Josifovič Brož, Карел Осипович Брож, 25. listopadu 1836 Praha – 22. listopadu 1901 Petrohrad) byl český malíř, dřevorytec, ilustrátor a grafik dlouhodobě žijící a působící v Ruském impériu.

## Životopis

### Mládí
Narodil se v Praze do nemajetné rodiny, jeho otec pracoval v jedné z pražských živnostenských kanceláří. Vychodil zde obecnou školu Řádu křížovníků, poté pokračoval ve čtyřletém studiu na reálce. Výtvarný talent se u něj projevil už ve škole a rodiče v jeho nadání nijak nebránili. 

### Ve Vídni
Rok po ukončení školy vstoupil na vídeňskou Akademii výtvarných umění a pobyl zde asi šest let. Úspěšně zde pracoval a založil ve Vídni rodinu. Jeho malé olejomalby byly žádané a dobře se prodávaly. Stejně tak pracoval jako ilustrátor, kreslil do českých lidových kalendářů s literárními přílohami, které se rozvážely po vesnicích v nákladech statisíců výtisků.
V atmosféře nedlouho po revolučních událostech roku 1848 a 1849 byl ve Vídni, kvůli tvaru svého klobouku, zadržen policií pro podezření z politické neloajality a strávil dva dny na policejní stanici, v důsledku čehož byl dočasně vyloučen z akademie. Protože se podobné potíže pravidelně opakovaly, začal Brož uvažovat o přestupu na jinou akademii v zahraničí, na což však neměl finanční prostředky.

### V Rusku

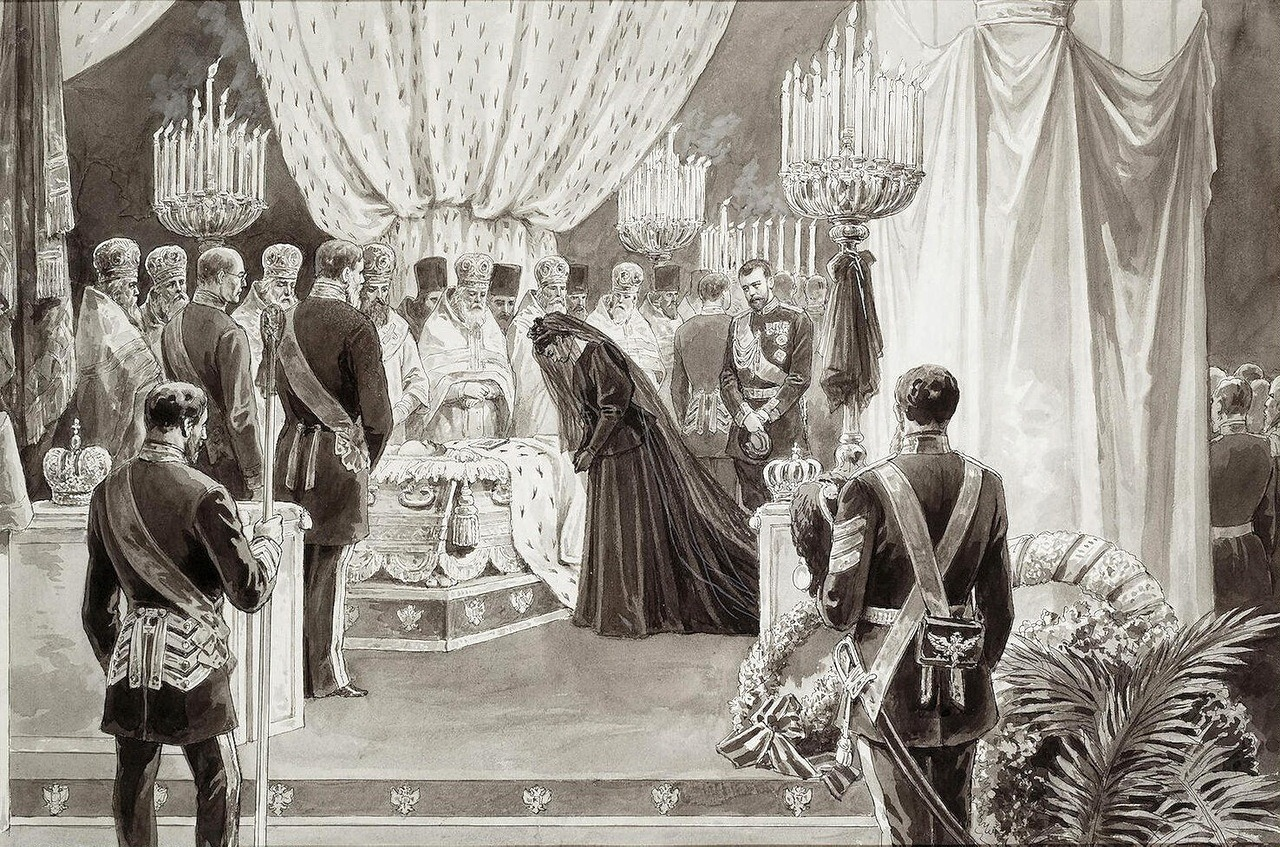
K. Brož: Pohřeb cara Alexandra III. v katedrále Petra a Pavla (1894)

Koncem roku 1857 jej pak vydavatel A. O. Bauman, který v Rusku začal vydávat obrazový časopis Ilustracja, oslovil jednoho z vídeňských agentů s prosbou, aby mu sehnal grafika, volba padla právě na Brože. V roce 1858 tak Brož odešel do Ruska a do Rakouského císařství už nevrátil. Vytvořil řadu ilustrací také další Baumanovy publikace (Ilustrovaný týden, Něva), plodně také spolupracoval s literárním časopisem Syn Otechestva vydávaný Albertem Starčevským. Než tyto noviny přešly do jiných rukou, vytvářel portréty a fotografie z obrazů slavných umělců, které vycházely jako přílohy novin. Po založení magazínu Všemirnaja Ilustracja (Světová ilustrace) jeho vydavatel Hermann Hoppe pozval Brože k trvalé spolupráci, která začala prvním číslem časopisu v roce 1869 a pokračovala nepřetržitě až do zániku listu v roce 1898. V roce 1887 se Brož stal vedoucím výtvarného oddělení časopisu. Kromě toho vytvořil velké množství portrétů a kreseb pro titul Ruský starověk historika Michaila Semevského a pro další publikace a knihy. Poslední Brožovy kresby byly zveřejněny na stránkách listu Burzovní zprávy. Některé jeho kresby se objevily také v českém časopise Světozor. 

### Úmrtí
Karel Brož zemřel 22. listopadu 1901 v petrohradské Mariinské nemocnici ve věku 64 let na zápal plic. Byl pohřben na Římskokatolickém hřbitově Vyborg, jeho hrob později zanikl.